# Catherine de Rambouillet
Catherine de Vivonne de Rambouillet (ur. 1588 w Rzymie, zm. 2 grudnia 1665 w Paryżu) – francuska arystokratka, prekursorka salonów literackich oraz nurtu préciosité.
Jako córka Jeana de Vivonne, markiza de Pisani, byłego doradcy Henryka III, oraz Giulii Savelli, Catherine de Vivonne już w dzieciństwie mogła przysłuchiwać się rozmowom literatów i erudytów. 27 stycznia 1600, jako dwunastolatka, wyszła za Charles’a d’Angennes, vidama i seneszala Mans, który po śmierci swego ojca w 1611 odziedziczył tytuł markiza de Rambouillet. Urodziła siedmioro dzieci, w tym najstarszą córkę Julie (1607–1671), która później miała odegrać istotną rolę w salonie matki.
Catherine de Rambouillet zaprojektowała gruntowną przebudowę Hôtel de Pisani przy rue Saint-Thomas-du-Louvre w Paryżu (później przemianowanego na Hôtel de Rambouillet). Był on powszechnie podziwiany przez współczesnych ze względu na przejrzysty i harmonijny wygląd, inspirowany architekturą włoską, a także komfort, intymność i gustowny wystrój. To właśnie tam, zrażona obyczajami i intrygami panującymi na dworze Henryka IV, a także nękana problemami zdrowotnymi, od 1618 markiza prowadziła jeden z pierwszych we Francji salonów, poświęcony sztuce konwersacji i literaturze. Funkcjonował on aż do jej śmierci w 1665, choć w latach 1645–1650 stracił na znaczeniu z powodu zamętu spowodowanego Frondą oraz żałobą po kilku członkach rodziny.
Centralnym miejscem spotkań był „błękitny pokój” (chambre bleue, nazwany tak od barwy obić ścian i mebli), w którym markiza przyjmowała gości, leżąc w łóżku. Nosiła przydomek Arthénice, co było anagramem jej imienia, ułożonym przez częstego bywalca salonu, poetę François de Malherbe’a. Oprócz niego w Hôtel de Rambouillet bywali m.in. pisarze Vincent Voiture, François de La Rochefoucauld i Jean Chapelain, pisarki markiza de Sévigné i Madame de La Fayette oraz gramatyk Claude Favre de Vaugelas. Podczas spotkań w „błękitnym pokoju” kultywowano wytworność myśli, języka i rozrywek, kształtując ideał préciosité, który wywarł istotny wpływ na francuski klasycyzm.
Catherine de Rambouillet uważana jest za pionierkę zjawiska salonu literackiego. Choć już przed spotkaniami w „błękitnym pokoju” funkcjonowały salony wicehrabiny d’Auchy i pani de Loges, to właśnie Hôtel de Rambouillet zdobył największą sławę jako miejsce, w którym kultywowano dobre maniery i dowcipną konwersację. Markiza de Rambouillet miała wiele naśladowczyń, takich jak Madeleine de Scudéry czy polskie królowe francuskiego pochodzenia: Maria Ludwika Gonzaga i Maria Kazimiera d’Arquien. Tendencje zapoczątkowane w salonie markizy doczekały się jednak również krytyki, m.in. ze strony Moliera w sztuce Pocieszne wykwintnisie.